# Рис, Мартин
Ма́ртин Джон Рис, барон Рис из Лудлоу (англ. Martin John Rees, Baron Rees of Ludlow; род. 23 июня 1942, Йорк, Англия) — британский космолог и астрофизик, автор научно-популярных книг.
Заслуженный профессор Кембриджского университета и сотрудник Тринити-колледжа (возглавлял последний в 2004—2012 годах), член Лондонского королевского общества (1979) и его президент в 2005—2010 годах, Папской академии наук (1990), иностранный член Национальной академии наук США (1982) и Американского философского общества (1993), Российской академии наук (1994). Рыцарь-бакалавр с 1992 года, с 2005 года пожизненный пэр. Королевский астроном (1998—2025). Член Палаты лордов (с 2005). Кавалер ордена Заслуг (2007).

## Биография
Окончил кембриджский Тринити-колледж. С 1973 по 1991 год Плюмианский профессор астрономии и экспериментальной философии Кембриджского университета. С 1992 по 2003 год профессор-исследователь Королевского общества (англ. Royal Society Research Professor). На протяжении десяти лет директор Института астрономии Кембриджского университета. Под его началом получили докторские степени Р. Блэндфорд, Н. Кайзер, К. Хоган. Президент Британской научной ассоциации (1994—95) и Королевского астрономического общества (1992—94). Член АМН Великобритании и Американской академии искусств и наук (1975), фелло Королевского астрономического общества. Почётный член Королевской инженерной академии Великобритании (2007). 
Его основные исследовательские интересы ныне включают астрофизику высоких энергий, формирование космических структур и другие общекосмологические проблемы, он известен своими работами в области исследования реликтового излучения и исследования квазаров. С 1990-х годов Риз работал над изучением гамма-всплесков, особенно в сотрудничестве с венгерско-американским коллегой Петером Месарошем, и над тем, как закончились «космические тёмные века», когда образовались первые звезды. С 1970-х годов он интересовался антропным принципом и возможностью того, что наша видимая вселенная является частью более обширной «мультивселенной». 
Автор более полутысячи научных работ, главным образом по астрофизике и космологии, восьми книг, множества публикаций в СМИ. В его честь назван околоземный астероид (4587) Рис.
В 1992 году подписал «Предупреждение человечеству».
Супруга Кэролайн Хамфри — антрополог.

## Взгляды
Считает период доминирования человеческого разума в мире лишь кратковременным явлением. Назвал момент, когда искусственный интеллект достигнет сверхразумного состояния, «нашим последним часом».

## Награды и отличия
- 1981 — Лекция Карла Янского Национальной радиоастрономической обсерватории США
- 1982 — Бейкеровская лекция Лондонского королевского общества
- 1984 — Премия Дэнни Хайнемана в области астрофизики, AAS/AIP
- 1986 — Vainu Bappu Memorial Award, Индийская национальная академия наук
- 1987 — Золотая медаль Королевского астрономического общества
- 1989 — Медаль и премия Гутри, Институт физики
- 1989 — Премия Бальцана одноимённого фонда
- 1989 — Медаль Карла Шварцшильда Астрономического общества Германии
- 1993 — Медаль Кэтрин Брюс Тихоокеанского астрономического общества
- 1995 — Почётный доктор Уппсальского университета
- 1998 — Премия Бауэра, Институт Франклина
- 2000 — Премия Бруно Росси Американского астрономического общества
- 2001 — Премия Грубера в области космологии
- 2002 — Медаль Оскара Клейна Стокгольмского университета
- 2003 — Премия Альберта Эйнштейна Всемирного культурного совета
- 2003 — Petrie Prize Lecture, Канадское астрономическое общество
- 2004 — Премия Майкла Фарадея Лондонского королевского общества
- 2004 — Премия Генри Норриса Рассела Американского астрономического общества
- 2004 — Lifeboat Foundation Guardian Award
- 2005 — Премия Крафорда Шведской королевской АН
- 2005 — Мессенджеровские лекции, Корнеллский университет
- 2007 — Caird Medal[англ.], Национальный морской музей
- 2009 — Lewis Thomas Prize[англ.] Рокфеллеровского университета — за книгу Just Six Numbers: The Deep Forces That Shape the Universe (2000)
- 2011 — Темплтоновская премия одноимённого фонда
- 2012 — Медаль Исаака Ньютона, Институт физики
- 2013 — Медаль Дирака Международного центра теоретической физики имени Абдуса Салама
- Назывался Science Council[англ.] в числе «UK’s 100 leading practising scientists» (2014)[8]
- 2015 — Премия Марселя Гроссмана, ICRANet
- 2015 — Премия Ниренберга, SIO
- 2016 — Почётный доктор наук Гарвардского университета[5]
- 2016 — Erasmus Medal[нем.], Европейская академия
- 2017 — Премия Юлия Эдгара Лилиенфельда Американского физического общества
- 2023 — Медаль Копли Лондонского королевского общества

## Издания
- 1989 — «Космические совпадения: тёмная материя, человечество и антропная космология» / Cosmic Coincidences: Dark Matter, Mankind, and Anthropic Cosmology (в соавторстве с Джоном Гриббином), 1989, Bantam; ISBN 0-553-34740-3.
- 1995 — «Новые перспективы в астрофизической космологии» / New Perspectives in Astrophysical Cosmology, 1995; ISBN 0-521-64544-1.
- 1995 — «Роковая сила гравитации: чёрные дыры во Вселенной» / Gravity’s Fatal Attraction: Black Holes in the Universe, 1995; ISBN 0-7167-6029-0.
- 1997 — «Перед началом — Наша Вселенная и другие» / Before the Beginning — Our Universe and Others, 1997; ISBN 0-7382-0033-6.
- 1999 — «Всего шесть чисел: Главные силы, формирующие Вселенную» / Just Six Numbers: The Deep Forces That Shape the Universe, 1999; ISBN 0-297-84297-8.
- 2001 — «Наша космическая обитель» / Our Cosmic Habitat, 2001; ISBN 0-691-11477-3.
- 2003 — «Наш последний час. Предостережение учёного: как страх, заблуждение и экологическая катастрофа угрожают в наш век будущему человечества — на Земле и за её пределами» / Our Final Hour: A Scientist’s Warning: How Terror, Error, and Environmental Disaster Threaten Humankind’s Future In This Century—On Earth and Beyond (англ. издание: Our Final Century: Will the Human Race Survive the Twenty-first Century?), 2003; ISBN 0-465-06862-6.
- 2011 — «Отсюда в бесконечность: научные горизонты» / From Here to Infinity: Scientific Horizons, 2011; ISBN 978-1-84668-503-3
- 2018 — «О будущем: перспективы человечества» / On the Future: Prospects for Humanity, окт. 2018, Princeton University Press; ISBN 978-0-691-18044-1

### Русские переводы
- Рис М., Руффини Р., Уилер Дж. Чёрные дыры, гравитационные волны и космология. — М.: Мир, 1977.
- Рис М. Наша космическая обитель. — М.; Ижевск: Институт компьютерных исследований, 2002. — ISBN 5-93972-184-2.
- Всего шесть чисел: Главные силы, формирующие Вселенную — М. : Альпина Паблишер, 2018. — С. 195. — 226 с. — ISBN 978-5-00139-008-4.